# Ilia Shyti
Ilia Shyti (ur. 19 lipca 1929 we Lushnji, zm. 26 listopada 2003 w Tiranie) – albański aktor.

## Życiorys
Występy na scenie rozpoczynał w Teatrze Partyzanckim, a następnie w kółku dramatycznym, działającym przy domu kultury w Lushnji. W 1951 rozpoczął pracę jako zawodowy aktor w Teatrze Ludowym (alb. Teatri Popullor). Jego debiutem scenicznym była rola Veliu w dramacie Fatmira Gjaty Dziewczyna ze wsi (alb. Vajza nga fshati), w reż. Pandi Stillu. Odszedł na emeryturę w 1985, choć nadal sporadycznie pojawiał się na scenie.
Karierę filmową rozpoczął w 1958, grając epizodyczną rolę w filmie Tana. Wystąpił w 45 filmach fabularnych. W większości z nich zagrał role drugoplanowe. Pod względem ilości ról filmowych jest rekordzistą wśród aktorów albańskich.
Uhonorowany tytułem Zasłużonego Artysty (alb. Artist i Merituar), a także honorowym obywatelstwem Lushnji i Fieru. W 2014 ukazała się biografia aktora pt. Ilia Shyti: monografia, pióra Kristaqa Papy. Imię Shytiego nosi jedna z ulic we wschodniej części Tirany.

## Role filmowe
- 1958: Tana jako Lipja
- 1959: Furtuna jako Abazi
- 1961: Debatik jako wieśniak
- 1963: Detyrë e posaçme jako Kasëm Kola
- 1964: Toka jonë
- 1965: Vitet e para jako inżynier Mborja
- 1972: Yjet e neteve te gjata jako Zeko
- 1973: Brazdat jako urzędnik
- 1973: Mimoza llastica
- 1974: Rruge te bardha jako Riza
- 1974: Qyteti me i ri ne bote jako dziadek
- 1978: Koncert ne vitin 1936 jako nauczyciel
- 1978: Pranverë në Gjirokaster jako Shyqo
- 1978: Dollia e dasmes sime jako ojciec Ganiego
- 1979: Ne vinim nga lufta jako Avdyl
- 1979: Radiostacioni jako inżynier
- 1980: Gëzhoja e vjetër jako ojciec Serveta
- 1980: Goditja jako Sulo
- 1982: Era e ngrohtë e thellësive (TV) jako Jorgji
- 1982: Vellezer dhe shoke jako Halil
- 1983: Zambakët e Bardhë jako Profesor Luani
- 1984: Shirat e vjeshtës jako ojciec Ilira
- 1985: Asgjë nuk harrohet jako Ziver
- 1986: Gabimi jako dziadek
- 1986: Kronikë e atyre netëve (TV)
- 1986: Kur hapen dyert e jetës jako profesor
- 1986: Nje jete me shume jako portier
- 1987: Botë e padukshme
- 1987: Këmishët me dyllë jako Vaso
- 1987: Një vitë i gjatë jako sekretarz
- 1987: Rrethi i kujtesës jako Mihali
- 1987: Tela për violinë jako Skender
- 1988: Tre vetë kapërcejnë malin jako Xhezapi
- 1988: Treni niset më shtatë pa pesë jako ojciec Etlevy
- 1989: Djali elastik jako dziadek Arjana
- 1989: Kthimi e ushtrise se vdekur jako były generał
- 1993: E diela e fundit jako mąż
- 1994: Dashuria e fundit
- 1996: Tingujt e harresës